# Tlik
Tlik (in armeno Թլիկ?) è un comune dell'Armenia di 161 abitanti (2001) della provincia di Aragatsotn.